# Xeroacàntic

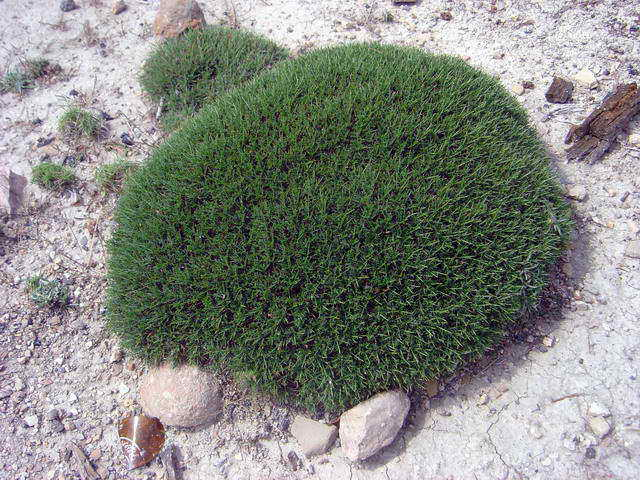
El gatovell,Astragalus balearicus, és una típica planta xeroacàntica

Xeroacàntic, (derivat del grec: xero, sec i akanta, espina). és un terme usat en fitogeografia per designar la vegetació espinosa, l'estructura amb espines de la qual està relacionada amb ambients àrids i ventosos. Una vegetació vegetal xeracàntica es pot presentar a l'alta muntanya mediterrània per sobre del límit arbori i està composta de mates sufruticoses xeromorfes i espinoses i més o menys netament pulviniformes (en coixinet) amb una cobertura del terreny discontínua.